# Bennetot

Bennetot este o comună în departamentul Seine-Maritime, Franța. În 1 ianuarie 2018 avea o populație de 182 de locuitori.